# Nishi, Yokohama
Nishi-ku (西区) là một khu thuộc thành phố Yokohama, tỉnh Kanagawa, Nhật Bản. 

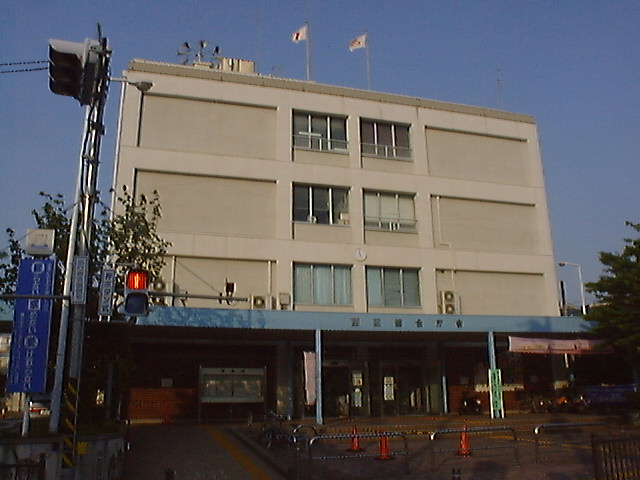
Văn phòng quận Nishi

Quận có diện tích 7,04 km2, dân số năm 2010 là 93.027 người.